# Rana fusca var. reichenbachensis
Espèce
"Rana" fusca var. reichenbachensis est une espèce d'amphibiens de la famille des Ranidae dont la position taxonomique est incertaine (incertae sedis).

## Répartition
Cette espèce a été découverte en Allemagne.

## Publication originale
- Klunzinger, 1903 : Über Melanismus bei Tieren im allgemeinen und bei unseren einheimischen insbesondere. Jahreshefte des Vereins für Vaterländische Naturkunde in Württemberg, vol. 59, p. 267-297 (texte intégral).